# Formica torrentium
Formica torrentium är en myrart som beskrevs av Bernard 1967. Formica torrentium ingår i släktet Formica och familjen myror. Inga underarter finns listade i Catalogue of Life.